# Lithocarpus bennettii
Lithocarpus bennettii är en bokväxtart som först beskrevs av Friedrich Anton Wilhelm Miquel, och fick sitt nu gällande namn av Alfred Rehder. Lithocarpus bennettii ingår i släktet Lithocarpus och familjen bokväxter. Inga underarter finns listade.